# Paal Kaasen
Paal Kaasen (Oslo, 14 de novembro de 1883 — 11 de julho de 1963) foi um velejador norueguês, campeão olímpico. Ele competiu nos Jogos Olímpicos de Verão de 1920 na classe 6 Metre e conquistou a medalha de ouro na disputa realizada segundo as regras de 1919 a bordo do Jo com Andreas Brecke e Ingolf Rød.